# دمية متحركة بالخيوط

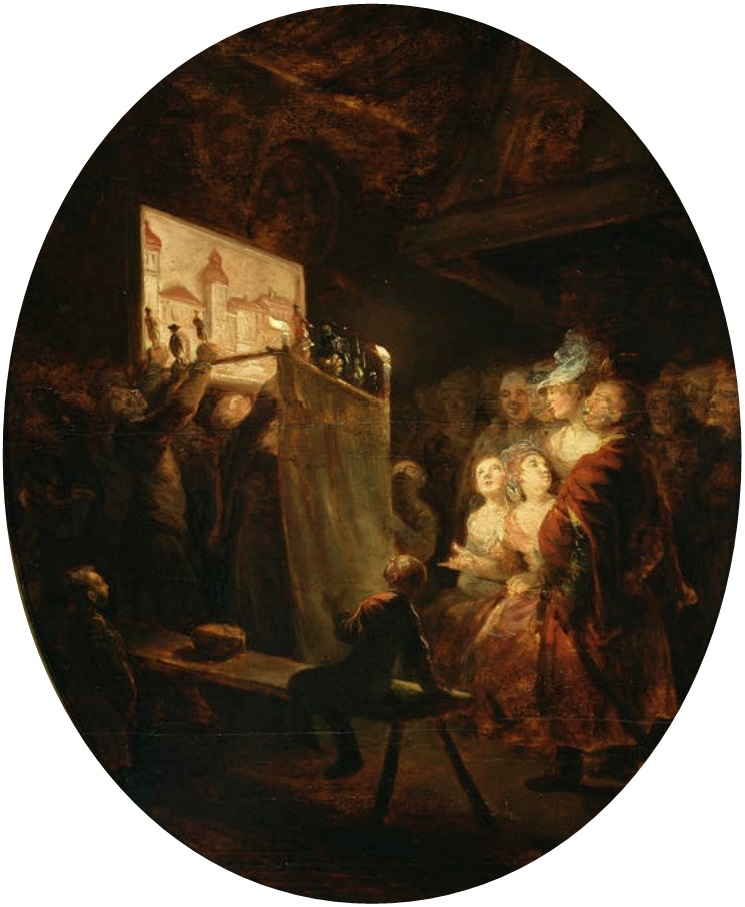
جان بيار بوربلان دو لا غوردان، الدمى المتحركة البولندية (Les Marionettes polonaises، المتحف الوطني في وارسو)

دمية متحركة بالخيوط هي دمية متحركة يُتحكّم فيها من أعلى باستخدام أسلاك أو خيوط حسب الاختلافات الإقليمية. يُطلق على من يتعاطى هذا النوع من الفن اسم محرك الدمى بالخيوط. يدير محرك الدمى المتحركة بالخيوط مختفيًا أو مكشوفًا للجمهور باستخدام خشبات تحكم عمودية أو أفقية في أشكال مختلفة من المسارح أو أماكن الترفيه. كما اُستخدمت في الأفلام والتلفزة. يختلف ربط الخيوط حسب الشخصية أو الغرض.

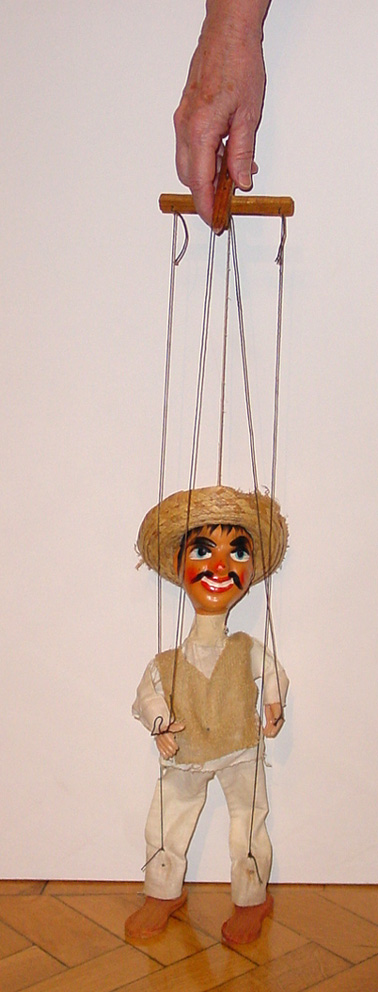
دمية تُحرَّك بالخيوط